# Ефимова, Энели
Э́нели Ефи́мова (эст. Eneli Jefimova; род. 27 декабря 2006, Тарту) — эстонская пловчиха, чемпионка Европы, многократная чемпионка Эстонии, обладательница национальных рекордов, семикратная чемпионка Европы среди юниоров. Участница Олимпийских игр 2020 года в Токио и Олимпийских игр 2024 года в Париже.

## Биография
Энели Ефимова родилась в городе Тарту. С самого рождения Энели жила в Силламяэ, училась в Силламяэской эстонской основной школе и дополнительно ходила в английскую школу. В сентябре 2019 года переехала в Таллинн и поступила в частную школу Аудентес, предназначенную для спортсменов. Также Энели сменила клуб и с тех пор ходит в школу плавания Калев, где тренируется под руководством Хенри Хейна.

## Спортивная карьера
Энели специализируется в брассе на спринтерских дистанциях.
В 2018 году, когда Энели было одиннадцать лет, на дистанции 100 метров брассом она выиграла в Санкт-Петербурге всероссийские юношеские соревнования «Веселый дельфин».
В 2019 году в двенадцатилетнем возрасте на четырёх соревнованиях в Стокгольме и Таллинне Ефимова завоевала 18 золотых медалей и установила 10 рекордов Эстонии в различных возрастных группах.
7 ноября 2020 года в первый день Открытого чемпионата Калева по плаванию, который проходил в 25-метровом бассейне спорткомплекса «Сыле», 13-летняя Энели установила взрослый рекорд Эстонии на дистанции 200 метров брассом — 2.24,19.
По итогам 2020 года была признана лучшей пловчихой Эстонии, тогда ей было четырнадцать лет и стала самым юным лауреатом за всю историю определения лучших пловцов Эстонии.

На открытом чемпионате Риги, который прошёл в конце февраля 2020 года, Ефимова установила множество рекордов и это помогло ей выполнить нормативы для участия в чемпионате Европы среди взрослых. В своём интервью для эстонской общественно-политической ежедневной газеты «Постимеэс» Энели рассказала о своём успехе в Риге:
«Я была очень счастлива. Я, конечно, думала, что я могу побить рекорд, и сильно удивлена не была, потому что уже и на других дистанциях побила эстонские рекорды. Просто я была рада, что ещё один рекорд стал моим». 
Также она сказала, что хотела бы выполнить олимпийскую А-норму на стокгольмских соревнованиях, которые проходили с 8 по 11 апреля 2021 года, чтобы точно попасть на Олимпиаду. В последний день соревнований в финале Энели осуществила свою мечту и выполнила А-норму в дистанции 100 метров брасс, со временем 1.06,82. А-норма в этой дистанции это 1.07,07.
На чемпионате Европы среди юниоров, который проходил с 6 по 11 июля в Риме, Ефимова выиграла бронзовую медаль в дистанции 50 метров брассом, серебряную в дистанции 200 метров брассом и золотую в дистанции 100 метров брассом.
На Олимпийских играх 2020 представляла Эстонию на дистанциях 100 и 200 метров брассом. По итогам полуфинальных заплывов на дистанции 100 метров брассом она заняла 16 место, преодолев дистанцию за 1 минуту 7,58 секунды. В заплыве 200 метров брассом она заняла 27 место, преодолев дистанцию за 2 минуты 27,87 секунды.
В августе 2021 года на чемпионате Эстонии, который проходил в Тарту, выиграла золотые медали на дистанции 50 м брассом (результат 31,38 секунды), 100 м и 200 м, серебряную медаль на дистанции 50 м баттерфляем (результат 29,16 секунды) и серебряную медаль на дистанции 400 м комплексным плаванием (результат 5.14,04 секунды).
На чемпионате Европы по плаванию на короткой воде, который проходил в Казани со 2 по 7 ноября 2021 года, завоевала серебряную медаль на дистанции 100 метров брассом с новым рекордом Эстонии — 1 минута, 4 и 25 сотых секунды.
На чемпионате мира в Будапеште, который проходил с 17 июня до 3 июля 2022 года, в полуфинале на дистанции 100 м брассом Ефимова проплыла с результатом 1.06.48 и заняла девятое место. На дистанции 50 метров брассом Ефимова вышла в финал и заняла шестое место с результатом 30,25. Результат 15-летней Ефимовой стал лучшим результатом эстонских пловцов на чемпионате мира после восстановления независимости.
На чемпионате Европы среди юниоров, который проходил в Румынии c 5 по 10 июля 2022 года, Ефимова выиграла золотые медали в дистанции 50 метров брассом со временем 30,44 секунды, 200 метров брассом, установив новый рекорд Эстонии — 2 минуты и 26,85 секунды, и 100 метров брассом со временем 1 минута и 06,50 секунд.
На юниорском и молодёжном чемпионате Эстонии 22 декабря 2022 года в последний день соревнований Энели установила новый национальный рекорд на дистанции 50 м брассом. Ефимова преодолела дистанцию за 29,81 секунды. Прежний рекорд принадлежал Яне Трепп, которая установила его на чемпионате Европы по плаванию на короткой воде в Стамбуле в 2009 году. Дистанцию 50 м брассом Трепп проплыла за 29,82 секунды, завоевав серебряную медаль.
В 2022 году на премии «Звёзды спорта 2022» заняла одинаковое количество баллов с победительницей награды лучшая молодая спортсменка Эстонии Кармен Бруус, однако заняла второе место.
На соревнованиях 2023 Swim Open Stockholm Энели установила новый эстонский рекорд на дистанции 100 метров брасс, 1:06.36, и первой из эстонских спортсменов выполнила олимпийскую норму на Летние Олимпийские игры 2024 года в Париже. В Белграде на юниорском чемпионате Европы по плаванию завоевала две золотые медали за дистанцию 50 метров брассом, проплыв за 30,33 секунды, и на дистанции 100 метров брассом за 1 минуту и 6,81 секунд. Третьей стала серебряная медаль на дистанции 200 метров брассом. В Израиле на юниорском чемпионате мира по плаванию установила рекорд и завоевала золотую медаль на дистанции 50 метров брассом, показав время 30,19. На этом же чемпионате завоевала серебряную медаль на дистанции 100 метров брассом и бронзовую на 200 метрах брассом.
В 2023 Энели выиграла награду «Лучшая спортсменка Эстонии» и «Лучшая молодая спортсменка Эстонии».
На чемпионате Европы 2024 года, прошедшем в Белграде, заняла первое место на стометровке брассом. На юниорском чемпионате Европы по плаванию в Вильнюсе завоевала золотую медаль на дистанции 100 метров брасом, а в полуфинале установила новый рекорд Эстонии проплыв дистанцию за 1 минуту 6,08 секунды.
На Олимпийских играх 2024 представляла Эстонию и заняла седьмое место в финале женского заплыва на 100 метров брассом. На чемпионате мира по плаванию на короткой воде, проходящем в Будапеште, заняла третье место на дистанции 100 метров брассом, проплыв за 1 минуту и 3,25 секунд.
В 2025 году на чемпионате Европы по плаванию среди спортсменов до 23 лет в Шаморине завоевала золотые медали на дистанции 50 и 100 метров брассом.

## Награды
- Лучшая спортсменка Эстонии (2): 2023[41], 2024[42]
- Лучшая молодая спортсменка Эстонии (3): 2021[43][44], 2023, 2024[45]
- Лучшая спортсменка Таллинна (2): 2023[46], 2024[47]
- Лучшая молодая спортсменка Таллинна (3): 2021[48], 2022[49], 2024[50]
- Лучшая молодая пловчиха Эстонии (3): 2020, 2021[51], 2022[52]